# Sarchí Norte
Sarchí Norte es el distrito primero del cantón de Sarchí en la provincia de Alajuela de Costa Rica.

## Ubicación
Se ubica en las laderas de la Cordillera Central en el borde oriental del Valle Central. Se encuentra a 27 kilómetros al noroeste del centro de la provincia de Alajuela, y 46 kilómetros de San José, la capital nacional.

## Geografía
Sarchí Norte cuenta con un área de 21,14 km² y una altitud media de 970 m s. n. m.

## Demografía
Para el año 2022, Sarchí Norte cuenta con una población estimada de 8306 habitantes, y para el último censo efectuado, en 2011, Sarchí Norte contaba con una población de 7140 habitantes.

## Economía

### Artesanías
Sarchí Norte y Sarchí Sur son el más famoso centro de artesanía de Costa Rica. La ciudad cuenta con más de 200 tiendas y pequeñas fábricas que funcionan como empresas familiares para trabajar la madera. Producen cuencos de madera, artículos de mesa, muebles plegables, mecedoras de madera y cuero y una amplia variedad de elementos de artesanía para souvernir. Los artículos más populares son las "carretas" para bueyes, pintadas elaboradamente, que tradicionalmente transportaban el café del Valle Central hasta el puerto en la costa del Pacífico, actualmente es el cantón donde se encuentra la carreta más grande del mundo. Los "muebles Sarchí" tienen un diseño y calidad reconocidos internacionalmente y son un verdadero ícono nacional.

### Turismo

#### Lugares de interés
- Iglesia: Uno de los templos más hermosos de Costa Rica, cuenta con un techo abovedado de madera y las tallas fueron aportadas por los artesanos locales. (Sarchí Norte).
- Mercado de Artesanías: grandes almacenes como tienda de venta de artesanías de todo tipo, gestionadas por una cooperativa de artesanos. (En el borde de Sarchí Norte, a lo largo de la carretera a Naranjo y al lado de la gasolinera)
- Taller de Eloy Alfaro (Conocido en el pueblo como "Don Lolo"): un taller que produce carretas para bueyes con maquinaria impulsada por una rueda hidráulica, con la mayoría de las máquinas que ellos mismos que se utilizaron en la fabricación de la carreta del siglo XIX en el original taller de Hacienda La Eva.
- La carreta más grande del mundo: enorme y brillantemente pintada se encuentra en el Parque Central frente a la iglesia en Sarchí Norte. Fue construido en 2006 con el fin de poner el nombre de la ciudad en el Libro Guinness de los Récords. El plan fue un éxito.
- Jardín Botánico Else Kientzler: es el hogar de más de 2.000 plantas diferentes de todo el mundo. Se adaptan perfectamente para la recreación, la educación y el ecoturismo. El Jardín Botánico se extiende por 7 hectáreas (17 acres).
- Caja Costarricense de Seguro Social, Institución Semiautónoma del Estado (Sector Salud), pilar de la Seguridad Social de Costa Rica, fundó su primer "dispensario" en el distrito de Sarchi Norte del Cantón de Valverde Vega (actual cantón de Sarchí) el 26 de octubre de 1949, mediante decreto de Ley #766 de la Junta Fundadora de la Segunda República. Desde el año 1995 se le conoce como Área de Salud de Valverde Vega y continúa ofreciendo servicios de Salud en el Primer Nivel de Atención a más de 18.000 personas.
- Cooperativa de Artesanos de Sarchí (Coopearsa), sociedad de sarchiseños que producen objetos de madera y souvenirs y los venden en el Mercado de Artesanías.[8]

#### Actividades de interés
- Los bailes típicos: Cada 15 de septiembre la gente viene a pasear y disfrutar de los bailes típicos, todo esto se lleva a cabo en el frente de la iglesia.
- Fiestas Patronales: el 25 de julio los partidos patronales se celebran en honor de nuestro patrón Santiago y la gente prepara comidas típicas.

## Localidades
- Poblados: Ángeles, Bajo Raimundo, Canto, Eva, Luisa, San Rafael (Rincón Colorado), Sahinal.

## Transporte

### Carreteras
Al distrito lo atraviesan las siguientes rutas nacionales de carretera:
- Ruta nacional 118
- Ruta nacional 708
- Ruta nacional 710

## Gobierno local
Desde el 6 de octubre de 2018 existe el partido político local Alianza por Sarchí. En 2019 se crea el según partido político cantonal llamado Somos Sarchí.  

## Galería

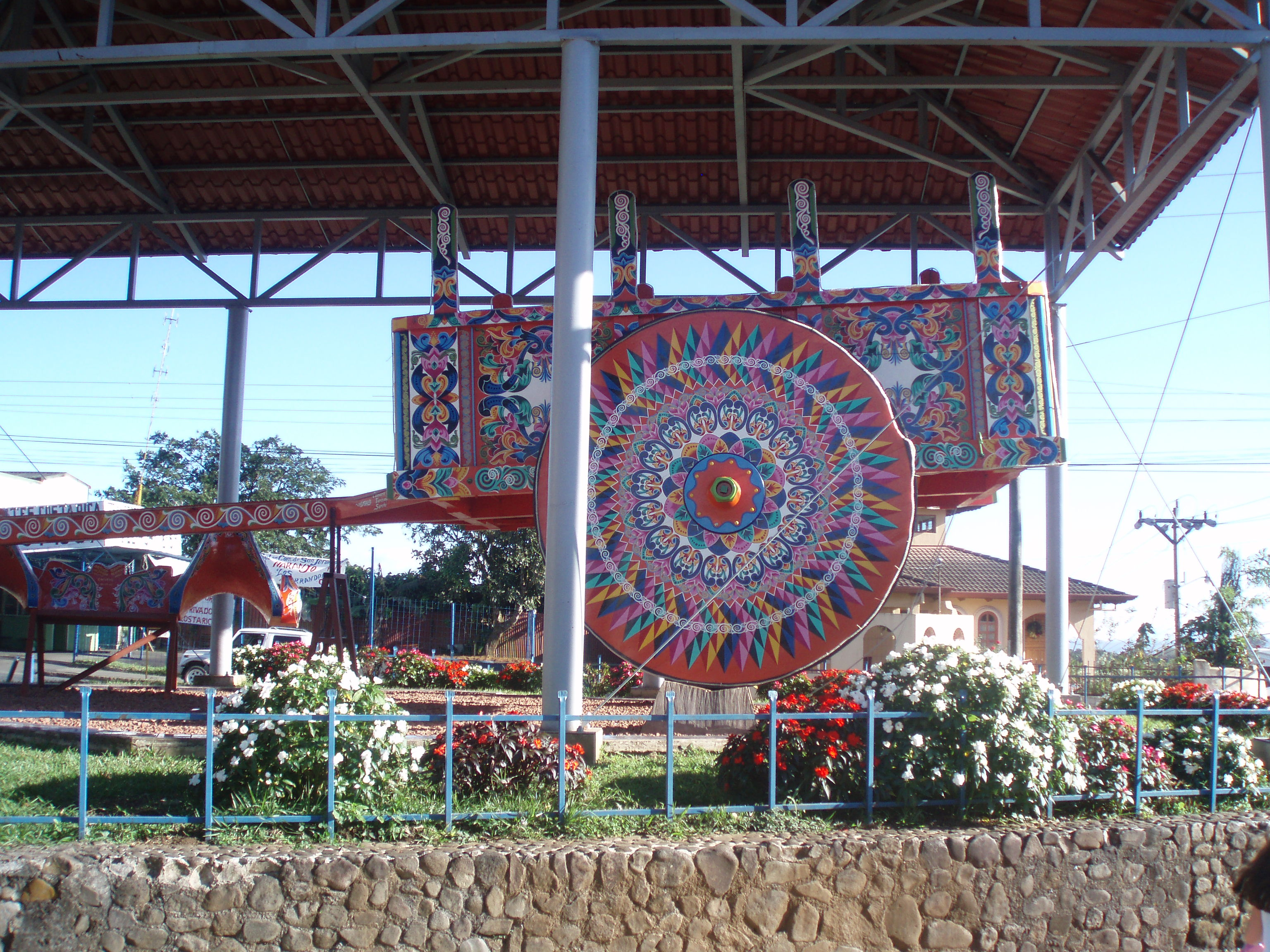
Carreta típica más grande del mundo, ubicada en el Parque Central de Sarchí Norte
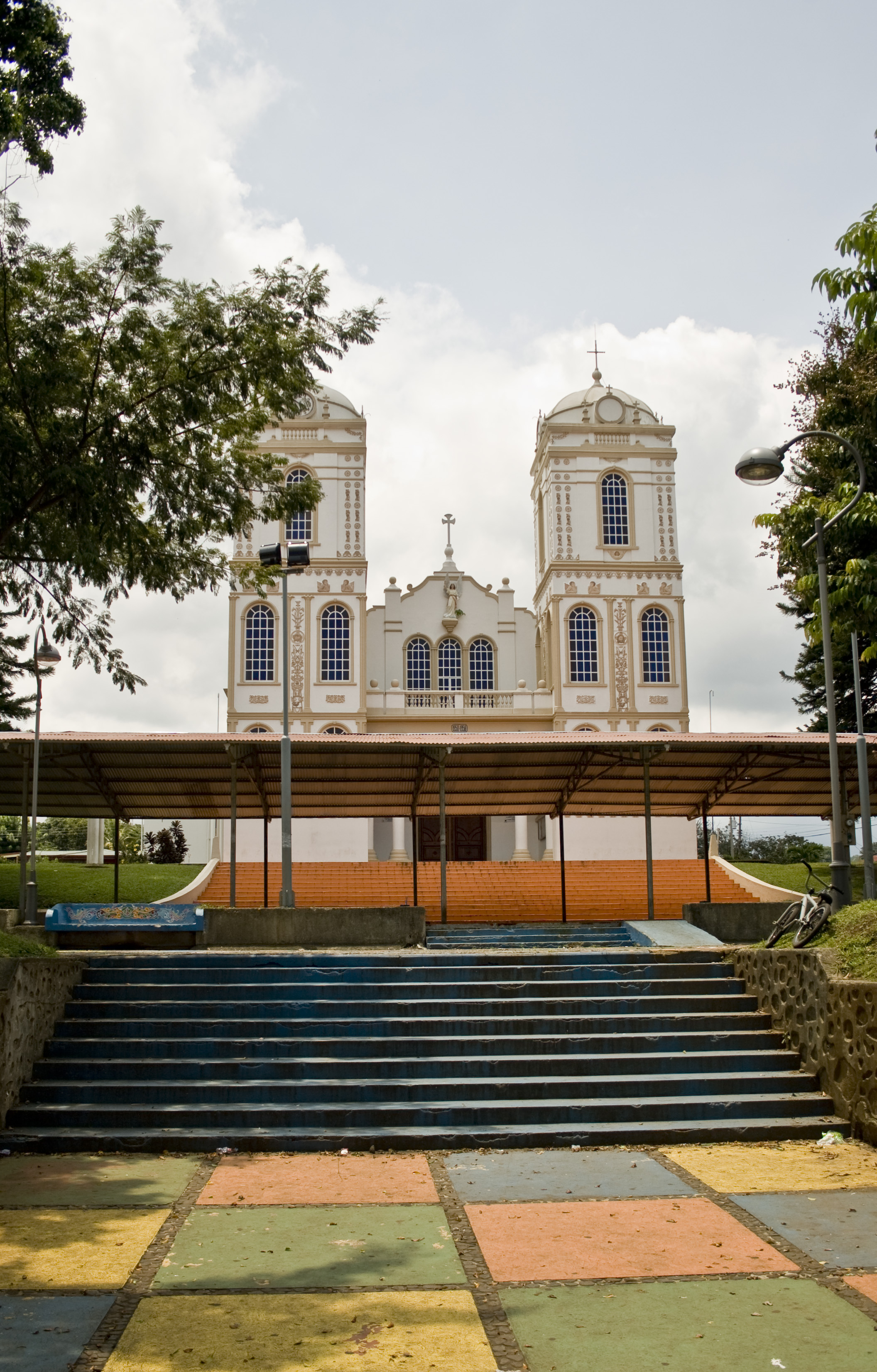
Iglesia de Sarchí Norte
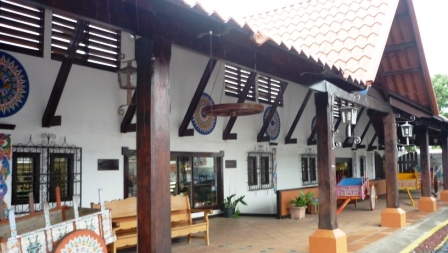
Sarchí es la cuna de la artesanía de Costa Rica y cuenta con muchas fábricas y tiendas que son visita obligada para los turistas
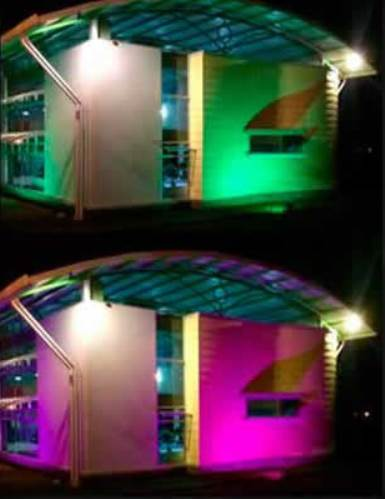
Centro Actividades Turísticas y Artísticas (CATA), construido por el Instituto Costarricense de Turismo (ICT) y diseñado por el arquitecto sarchiseño Ibo Bonilla